# Сазонов, Александр Дмитриевич
Алекса́ндр Дми́триевич Сазо́нов (19 июня 1928, Масли, Уральская область — 20 октября 2003, Курган) — доктор педагогических наук (1979), профессор (1980). Ректор Курганского государственного педагогического института (1968—1995). Заслуженный работник высшей школы Российской Федерации (1998), заслуженный деятель науки Российской Федерации (1992), почётный работник высшего профессионального образования Российской Федерации.

## Биография
Александр Дмитриевич Сазонов родился 19 июня 1928 года в крестьянской семье в селе Масли Маслинского сельсовета Мишкинского района Челябинского округа Уральской области РСФСР, ныне село входит в Мишкинский муниципальный округ Курганской области. Затем семья переехала в село Коровье того же района. Мать работала уборщицей в Коровинской семилетней школе.
С 1944 года член ВЛКСМ.
В 1946 году окончил Мишкинское педагогическое училище, после этого в 1950 году — Шадринский государственный педагогический институт (специальность «Учитель русского языка и литературы»).
В 1950 году вступил в ВКП(б), в 1952 году партия переименована в КПСС.
С 1950 года преподавал в Мишкинском педагогическом училище был преподавателем-филологом.
В 1953—1956 и 1957—1962 годах — директор Мишкинской средней школы; в 1956 году — заведующий Мишкинского районо (районный отдел народного образования).
В 1962—1964 годах был аспирантом Научно-исследовательского института трудового обучения и профориентации Академии педагогических наук СССР. В 1964 году Александр Дмитриевич защитил кандидатскую диссертацию «Педагогические основы организации сельскохозяйственного труда старшеклассников в ученической производственной бригаде».
В 1964—1965 годах — директор Мишкинского педагогического училища.
В 1965 году работал в Курганском государственном педагогическом институте проректором по учебной и научной работе, в 1968—1995 годах — ректор Курганского государственного педагогического института. Затем работал профессором кафедры педагогики Курганского государственного университета.
В 1968 году ему было присвоено ученое звание доцента, в 1980 году — профессора
В 1979 году защитил докторскую диссертацию «Теория и практика профессиональный ориентации школьников».
Избирался депутатом Мишкинского поселкового, Мишкинского районного и Курганского областного Советов народных депутатов, председателем постоянных комиссий, заместителем председателя райисполкома Мишкинского Совета народных депутатов, членом Курганского горкома КПСС. Десять лет был председателем совета ректоров Курганского региона. Был членом коллегии Курганского ГлавУО и членом двух Учебно-Методических Объединений при Министерстве образования Российской Федерации, руководителем регионального центра профориентации молодежи, объединяющего двенадцать педвузов зоны Урала. В течение 10 лет возглавлял Советскую районную (г. Курган) организацию общества «Знание». В течение пяти лет был заместителем председателя областной организации общества «Знание».
Являлся автором более 300 научных трудов, 8 работ Александра Дмитриевича были изданы за рубежом: Соединённые Штаты Америки, Германия, Китай. Книга «Профессиональная ориентация учащихся», написанная (1992) А. Д. Сазоновым в соавторстве удостоена звания лауреата Всероссийского конкурса работ по педагогическим наукам.
Под руководством Александра Дмитриевича были подготовлены и защищены 48 кандидатских и докторских диссертаций.
Много занимался спортом (гиревым и легкой атлетикой). Был неоднократным призёром области. В 1947 году участвовал в сборной команде области (десятиборцем) на первой спартакиаде народов РСФСР (1947 год). Активно занимался охотой и рыбной ловлей.
Александр Дмитриевич Сазонов скончался 20 октября 2003 года. Похоронен на кладбище села Кетово Кетовского сельсовета Кетовского района Курганской области, ныне село — административный центр Кетовского муниципального округа той же области.

## Награды и звания
- Заслуженный деятель науки Российской Федерации (8 мая 1992) - за заслуги в научно-педагогической деятельности[6]
- Заслуженный работник высшей школы Российской Федерации (1998)
- Орден «Знак Почёта»
- Медаль «За доблестный труд. В ознаменование 100-летия со дня рождения Владимира Ильича Ленина» (1970)
- Юбилейная медаль «50 лет Победы в Великой Отечественной войне 1941—1945 гг.»
- Медаль «Ветеран труда»
- Почётный работник высшего профессионального образования Российской Федерации
- Медаль Н. К. Крупской
- Четыре медали ВДНХ
- Знак «Отличник народного просвещения РСФСР»
- Знак «Отличник просвещения СССР»
- Знак «За отличные успехи в работе»
- Знак «За творческий педагогический труд»
- Знак «Отличник ГО СССР»
- Знак «Ветеран спорта РСФСР»
- Знак «За активную работу в ДСО профсоюзов»

## Память
- Бюст А. Д. Сазонова, открыт 19 мая 2017 года у здания Курганского государственного университета (ранее Курганский государственный педагогический институт), город Курган, ул. Советская, 63; скульптор Ольга Юрьевна Красношеина — 55°26′04″ с. ш. 65°20′40″ в. д.HGЯO[7][8].
- Мемориальная доска на здании Курганского государственного университета, была открыта 2 декабря 2011 года, город Курган, ул. Советская, 63а — 55°26′04″ с. ш. 65°20′32″ в. д.HGЯO[9][1].

## Семья
- Мать, Анисья Владимировна, работала уборщицей в Коровинской семилетней школе. В семье было пятеро детей, все впоследствии стали педагогами.
- Жена Зоя Георгиевна, кандидат педагогических наук, доцент. Три сына:
  - Сергей, инженер
  - Владимир, кандидат педагогических наук, доцент
  - Игорь (род. 24 июля 1963), доктор педагогических наук, бизнесмен (ООО «Аптеки Сазонова»)